# Llop Iníguez
Llop Iníguez (c.1050-1093), segon senyor de Biscaia. Va succeir al seu pare Ènnec I López en el senyoriu. En 1076 va donar suport al rei Alfons VI de Castella, després de l'assassinat del rei de Pamplona, Sanç IV de Navarra el de Peñalén amb el qual Biscaia, Àlaba, part de Guipúscoa i La Rioja es van inclinar pel monarca castellà. El rei li va lliurar aquestes terres per a ampliar el seu senyoriu, segons un document del Monestir de San Millán de la Cogolla de 1082. En 1085 va formar part de la conquesta castellana de Toledo.
Va contreure matrimoni amb Tecla Díaz, filla de Diego Álvarez d'Oca, tenint com descendència a:
- Diego López qui li succeiria en el senyoriu.
- Sancho López, senyor de Poza.
- Tota López, senyora d'Anguciana. Casada amb Lope González de Arzamendi, Senyor d'Aiara ("ric home de Castella, un dels barons d'Àlaba).
- Sancha López, senyora de Gallinero.
- Teresa López. Casada amb García Sánchez de Zurbano.